# Tidhelm
Tidhelm († 937) war Bischof von Hereford. Er wurde zwischen 930 und 931 zum Bischof geweiht und trat sein Amt im gleichen Zeitraum an. Er starb 937.